# Partito Democratico del Lavoro (Slovenia)
Il Partito Democratico del Lavoro (in sloveno: Demokratična Stranka Dela - DSD) è un partito politico sloveno di orientamento socialista fondato il 31 luglio 2010; inizialmente designato come  Partito Democratico del Lavoro e della Solidarietà (Demokratična stranka dela in solidarnosti - DSDS), ha assunto l'odierna denominazione nel febbraio 2011.
Affermatosi su iniziativa di Franc Žnidaršič, già esponente del Partito Democratico dei Pensionati della Slovenia, il partito si è presentato per la prima volta alle elezioni parlamentari del 2011, ottenendo lo 0,7% dei voti senza conseguire alcun seggio. Alle elezioni europee del 2014 si è presentato nella lista Sinistra Unita che ha ottenuto il 5,5%.

## Risultati elettorali
| Elezione          | Voti              | %                 | Seggi             |
| ----------------- | ----------------- | ----------------- | ----------------- |
| Parlamentari 2011 | 7.118             | 0,65              | 0 / 90            |
| Europee 2014      | in Sinistra Unita | in Sinistra Unita | in Sinistra Unita |
| Parlamentari 2014 | in Sinistra Unita | in Sinistra Unita | in Sinistra Unita |